# Inger Lise Hansen (Künstlerin)
Inger Lise Hansen (* 15. April 1963 in Trondheim) ist eine norwegische bildende Künstlerin und Filmregisseurin. 

## Leben
Inger Lise Hansen studierte bildende Kunst an der University of East London und am Central Saint Martins College of Art and Design. Ihren Mastertitel erhielt sie am San Francisco Art Institute. In ihren künstlerischen Arbeiten setzt sich Hansen häufig mit dem Phänomen Zeit auseinander. Ihre ersten Filme wurden unter anderem in der Tate Modern, im Institute of Contemporary Arts und im Centre Georges Pompidou gezeigt. Zu wichtigen frühen Festivalteilnahmen zählen das Hiroshima Kokusai Animation Festival 1998, das Tampere International Short Film Festival 1999 und das Cork Film Festival 2000. 2009 war sie Artist in Residence des Filmfestivals Crossing Europe in Linz.
Zwischen 2006 und 2009 entstand eine Trilogie von Kurzfilmen mit umgedrehter Perspektive: Hansen drehte Proximity in Nørrejylland, Parallax in Oberösterreich und Travelling Fields auf der Halbinsel Kola. Die Filme aus dieser Trilogie waren auf zahlreichen Filmfestivals zu sehen. Parallax wurde unter anderem mit dem ersten Elfi-von-Dassanowsky-Preis des Filmfestivals Vienna Independent Shorts 2010 ausgezeichnet. Travelling Fields erhielt den Peter Wilde Award am Ann Arbor Film Festival 2010 und eine lobende Erwähnung auf den Internationalen Kurzfilmtagen Oberhausen 2010.

## Filmografie
- 1991: Tilt
- 1993: Talking to a Stone
- 1995: Static
- 1998: Hus
- 2001: Triptych
- 2004: Adrift
- 2004: Here After
- 2006: Proximity
- 2007: Casting the Shadows
- 2009: Parallax
- 2009: Travelling Fields